# Abantiades argyrosticha
Abantiades argyrosticha là một loài bướm đêm thuộc họ Hepialidae. Loài này được Alfred Jefferis Turner mô tả lần đầu năm 1929 (với danh pháp hai phần là Trictena argyrosticha), và là loài đặc hữu của New South Wales vàQueensland.
Sải cánh của loài này dài khoảng 100 mm.
Ấu trùng của chúng sống dưới lòng đất, ăn rễ của nhiều loại cây khác nhau, bao gồm các loài thuộc chi Casuarina và bạch đàn.